# Copris fricator
Copris fricator là một loài bọ cánh cứng trong họ Bọ hung (Scarabaeidae).